# Schwosdorfer Wasser
Das Schwosdorfer Wasser ist ein Fließgewässer auf dem Gebiet der Großen Kreisstadt Kamenz im sächsischen Landkreis Bautzen.
Der linke Nebenfluss der Schwarzen Elster hat seine Quelle südöstlich von Schwosdorf, fließt durch Schwosdorf und von dort weitgehend in nordöstlicher Richtung am Ortsrand von Brauna und am südlichen Ortsrand von Liebenau, durch Bernbruch und durch Zschornau. Der rund 12 km lange Bach mündet südöstlich von Schiedel in die Schwarze Elster.

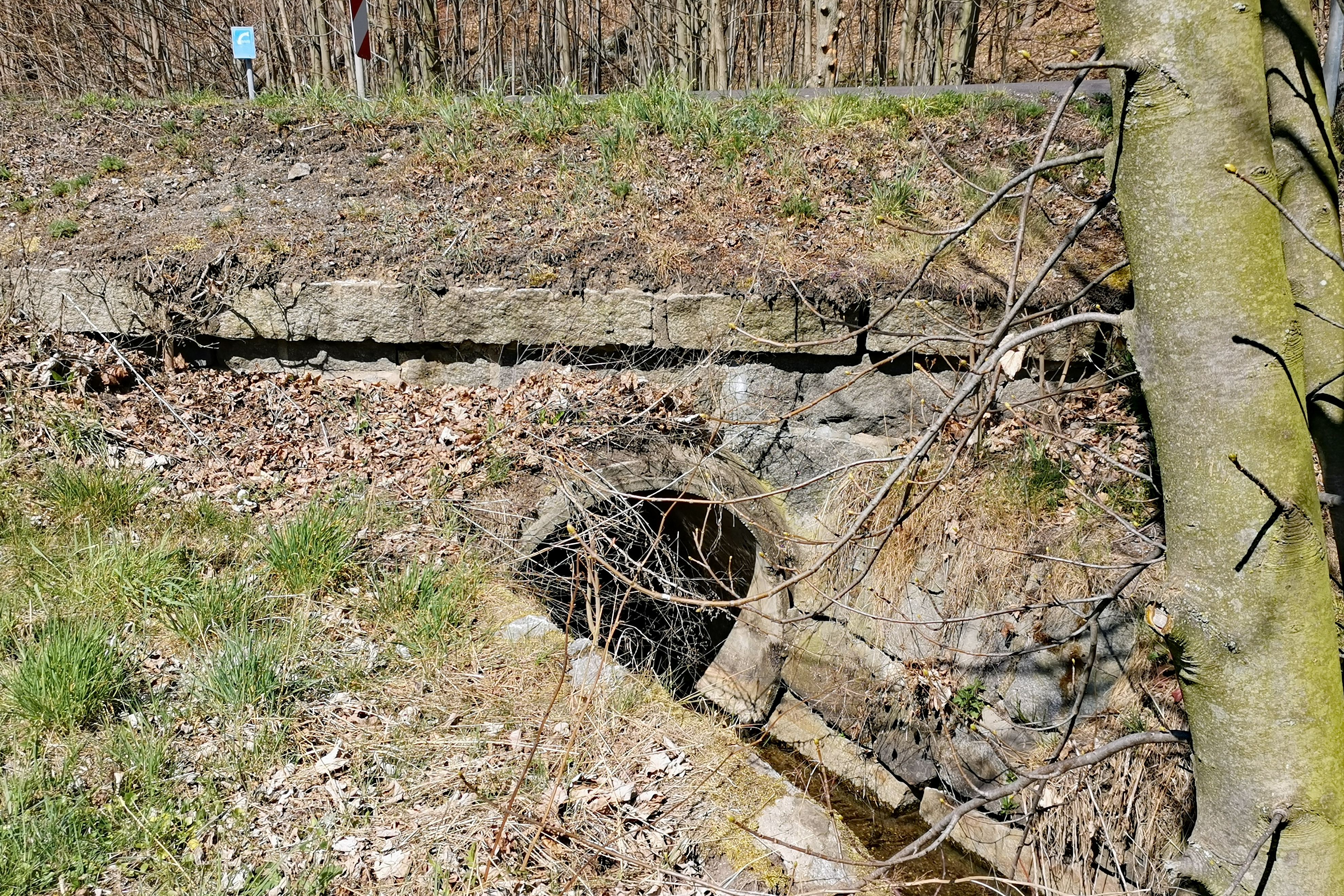
Durchfluss durch die Straße Kreisstraße K 9270 von Brauna nach Schwosdorf
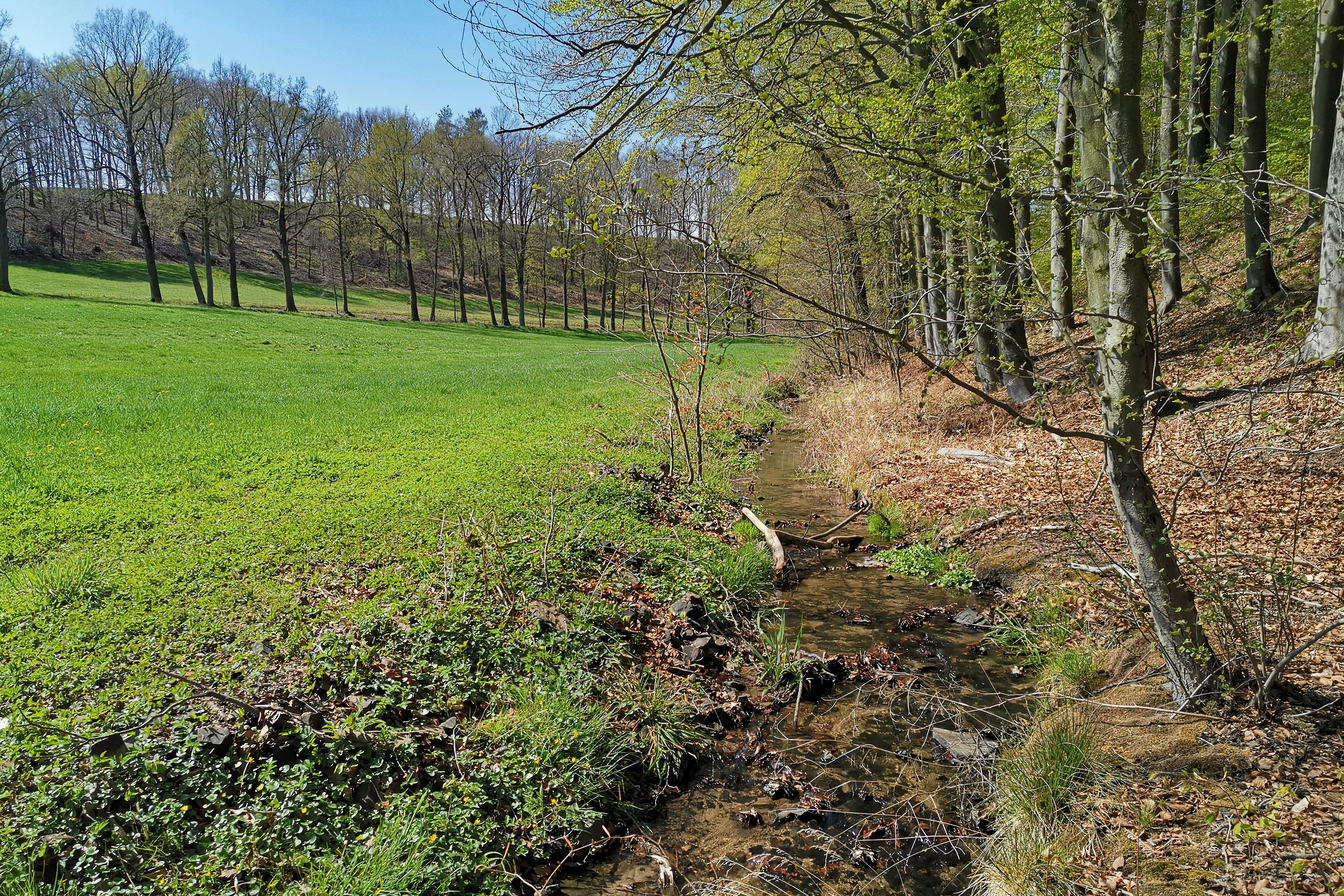
Auenlandschaft kurz hinter Schwosdorf (Blick Richtung Schwosdorf)
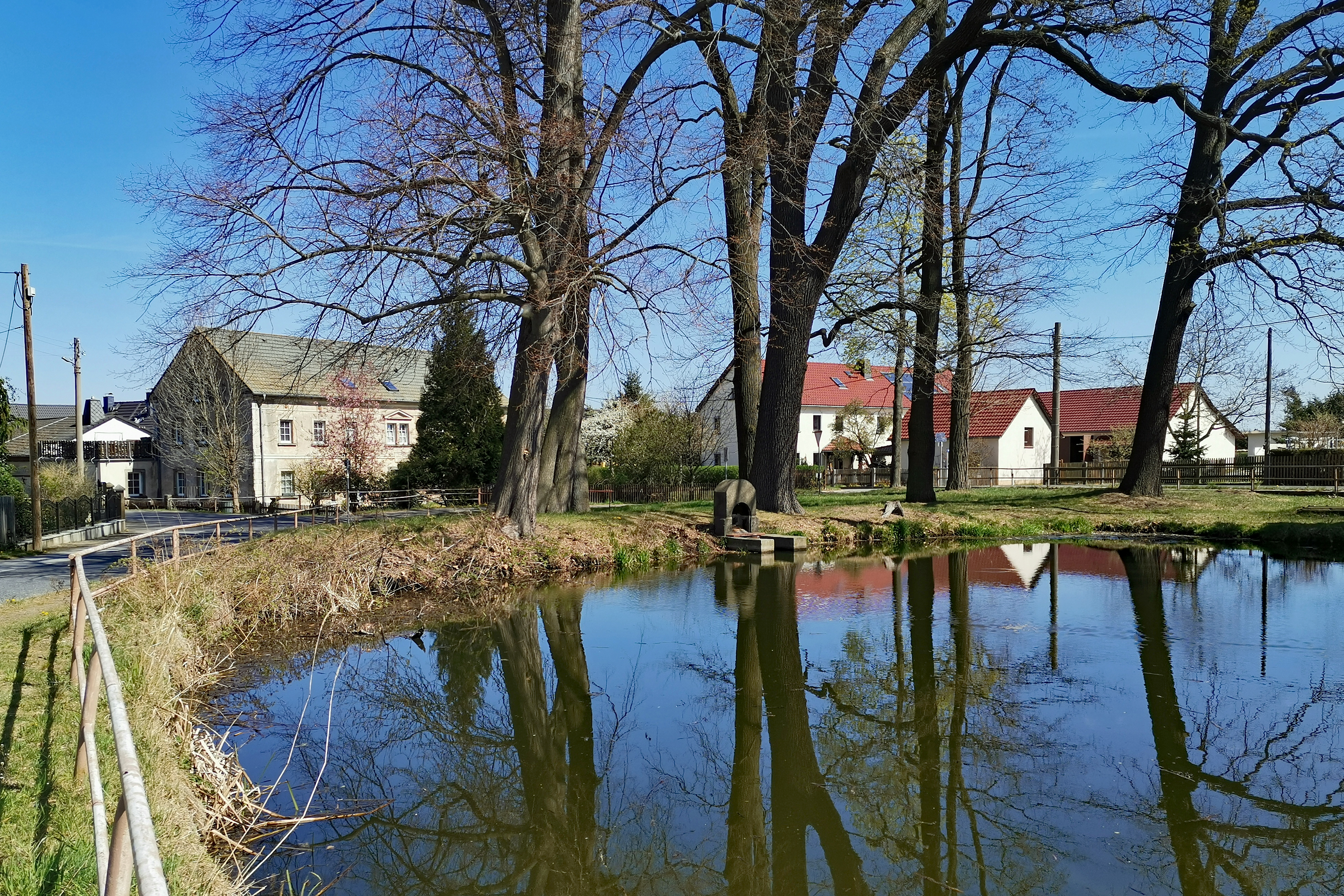
Der Mühlteich in Brauna wird vom Schwosdorfer Wasser durchflossen (links die ehemalige Knorrmühle)
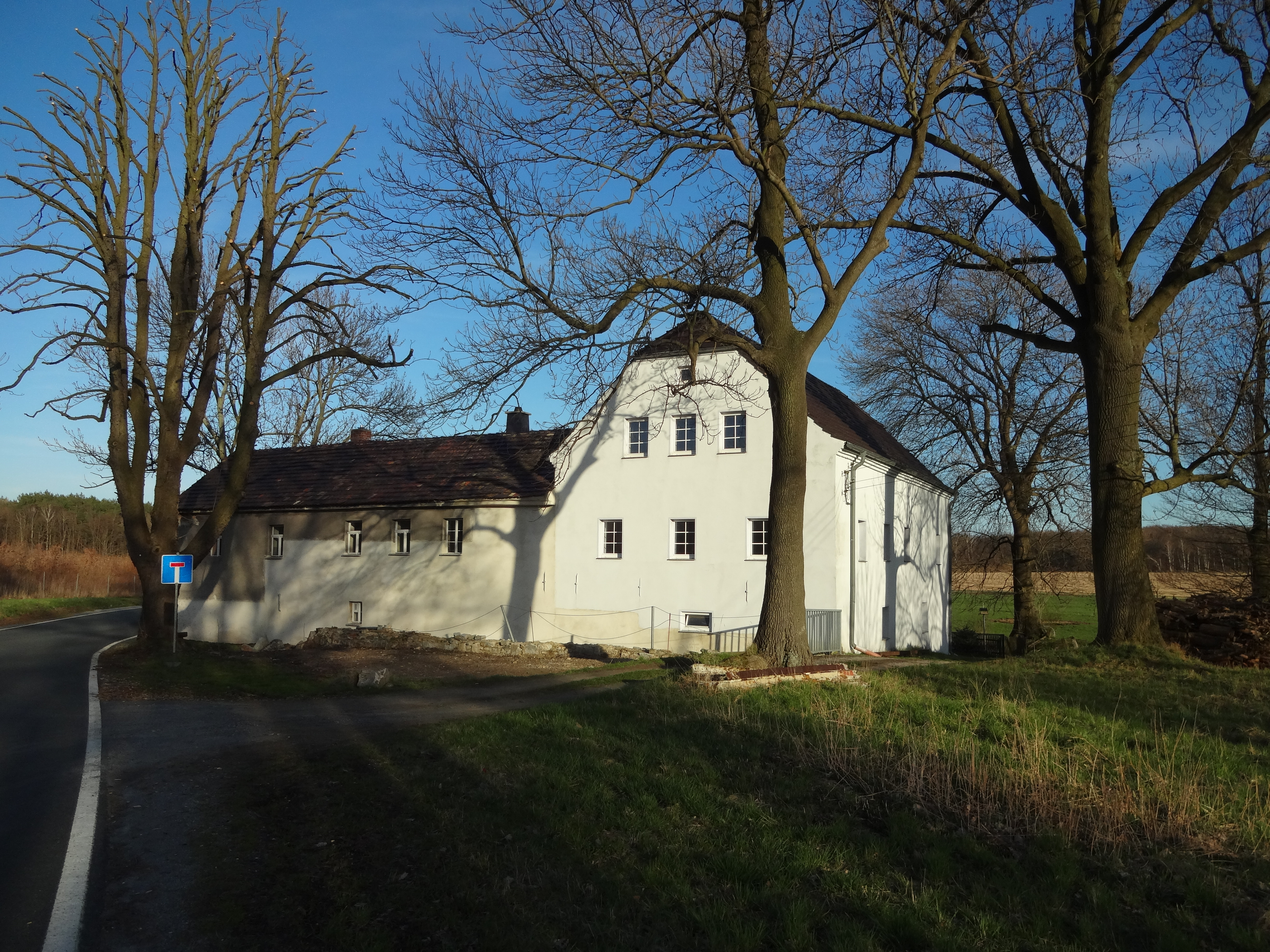
Wohnmühlenhaus in der Aue des Schwosdorfer Wassers hinter Liebenau
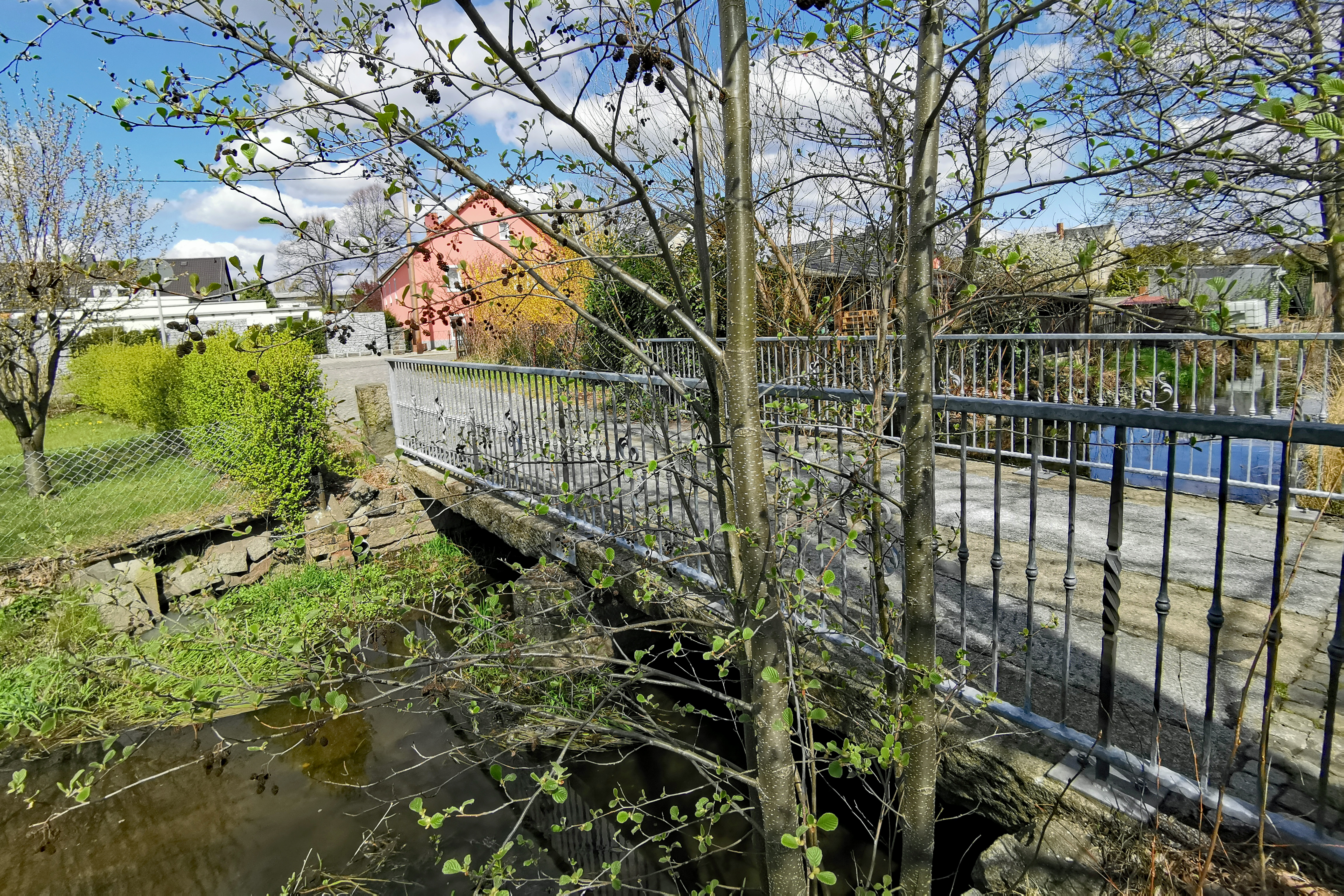
Steindeckerbrücke in Bernbruch
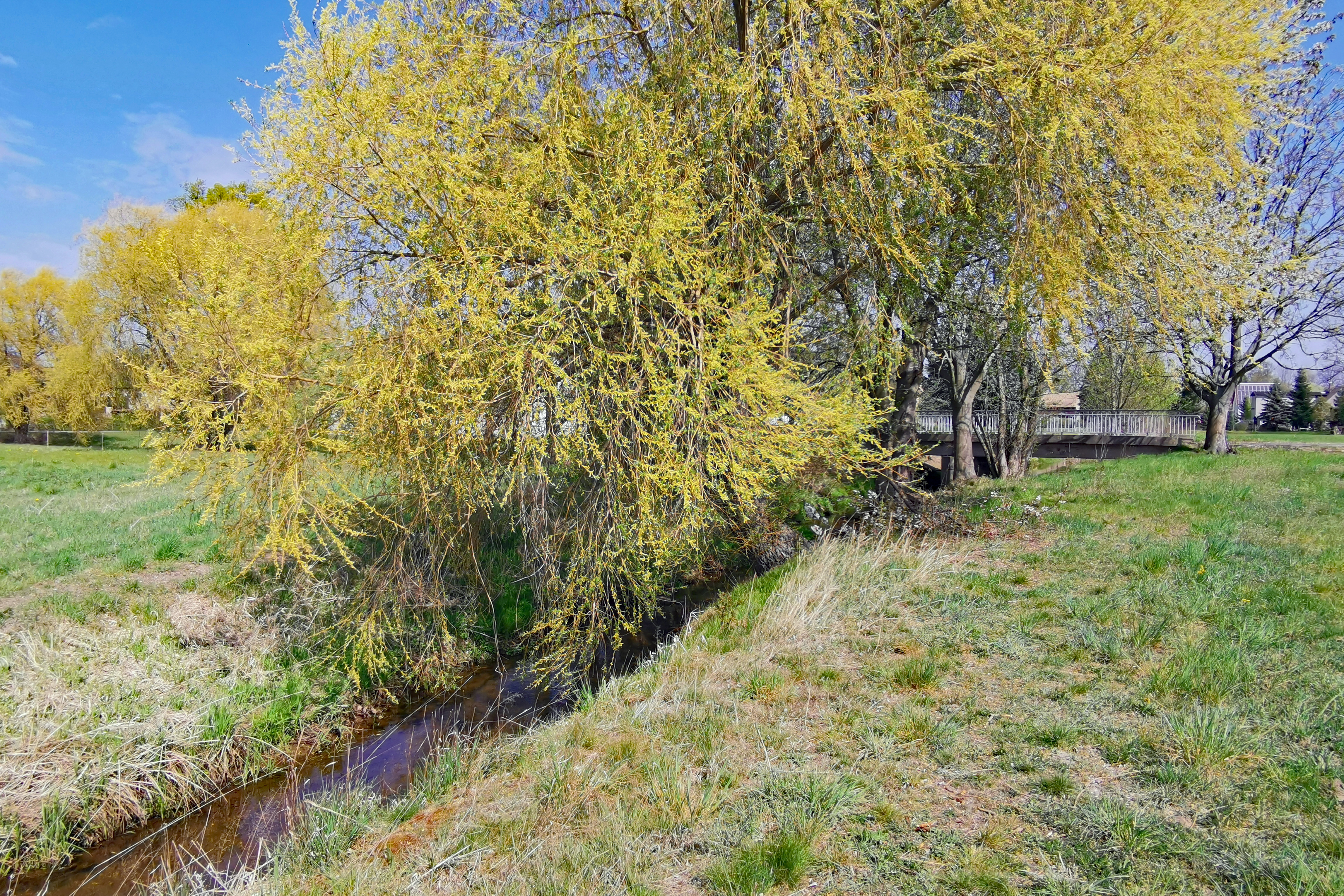
Schwosdorfer Wasser kurz vor Zschornau
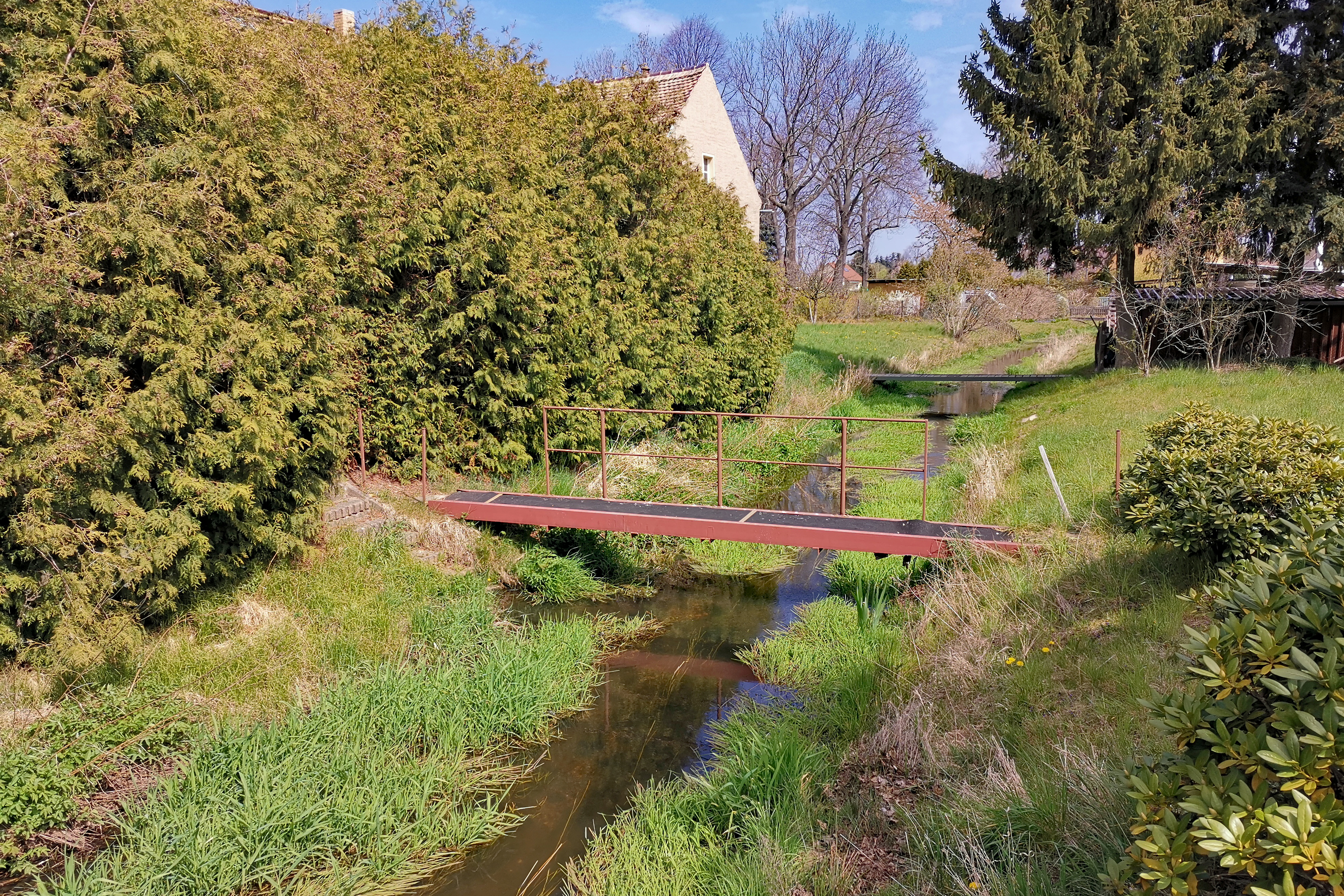
Schwosdorfer Wasser in Zschornau
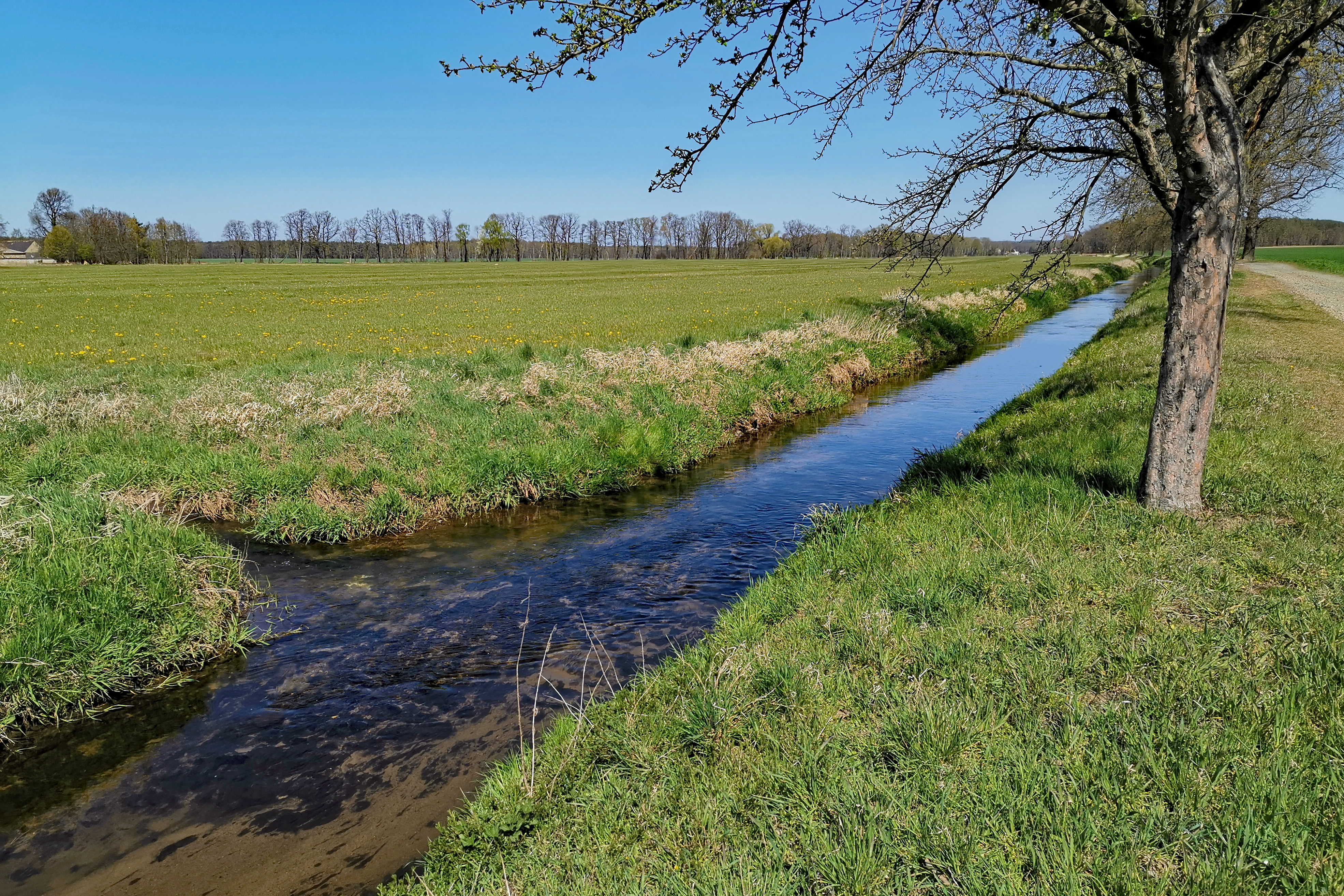
Mündung des Schwosdorfer Wassers bei Schiedel (von links in die Schwarze Elster)